# Pat Parker
Pat Parker (geboren als Patricia Cooks, Houston, 20 januari 1944 - Oakland, 17 juni 1989) was een Amerikaans dichter en activist. Zowel haar gedichten als haar politieke activiteiten kwamen voort uit haar eigen ervaringen, als Afro-Amerikaans lesbisch feminist. Parkers poëzie verhaalde van haar zware jeugd in armoede, omgaan met seksueel geweld en de moord op een zuster. Op haar achttiende had ze een relatie die gekenmerkt werd door huiselijk geweld en kreeg ze een miskraam doordat ze van een trap geduwd werd. Na twee scheidingen kwam ze uit de kast als lesbienne, "omarmde haar seksualiteit" en zei dat ze bevrijd was en "geen grenzen kende als het ging om het uiten van de diepste delen van haar zelf".
Parker was politiek actief en een vroeg lid van de Black Panthers. Ze beijverde zich voor de homo-emancipatie, tegen huiselijk geweld en voor de Afro-Amerikaanse burgerrechtenbeweging. Ze publiceerde vijf dichtbundels: Child of Myself (1972), Pit Stop (1975), Movement in Black (1978), Woman Slaughter (1978) en Jonestown and Other Madness (1985).